# Courtney Johnson
Pour les articles homonymes, voir Johnson.
Courtney Anne Johnson, née le 7 mai 1974 à Salt Lake City (Utah, États-Unis), est une ancienne joueuse américaine de water-polo. Elle est médaillée d'argent aux Jeux de 2000.

## Carrière
Elle a une licence en sciences politiques de l'université de Californie à Berkeley ainsi qu'un Juris Doctor de l'université de Santa Clara. Elle est membre de l'Église de Jésus-Christ des saints des derniers jours.
Aux Jeux olympiques d'été de 2000, Courtney Johnson fait partie de l'équipe américaine qui remporte la médaille d'argent. Elle est alors l'une des plus vieilles joueuses de l'équipe.

## Palmarès

### Jeux olympiques
- Jeux olympiques d'été de 2000 à Athènes ( Grèce) :
  -  médaille d'argent du tournoi féminin

### Jeux panaméricains
- Jeux panaméricains de 1999 à Winnipeg ( Canada) ;
  -  médaille d'argent du tournoi féminin